# Marie-Madeleine Guimard
Marie-Madeleine Guimard (Parigi, 27 dicembre 1743 – Parigi, 4 maggio 1816) è stata una danzatrice francese, che dominò i palcoscenici parigini durante il regno di Luigi XVI Per venticinque anni ella fu la étoile dell'Opéra. Si rese ancora più famosa per le sue storie d'amore, specialmente con la lunga relazione con il principe de Soubise. Secondo Edmond de Goncourt, quando a d'Alembert fu chiesto perché le ballerine come la Guimard avevano tale fortuna prodigiosa, che le cantanti non raggiungevano, egli rispose, "E una conseguenza necessaria delle leggi del moto".

## Biografia
Nata dall'amore di Fabien Guimart e Anne Bernard e legittimata soltanto nel dicembre 1765, seguì la scuola del grande coreografo d'Harnoncourt, entrando all'età di quindici anni nel suo corpo di ballo della Comédie-Française. Dopo una prima relazione con il ballerino Leger, con il quale ebbe un figlio, fu impegnata all'Opéra dal 1761. Debuttò, come Tersicore, il 9 maggio 1762 e ben presto giunse a ballare a corte. Era osannata da un flusso di ammiratori altolocati, tra cui il compositore gentiluomo Jean-Benjamin de La Borde, da cui ebbe una figlia nell'aprile del 1763, e che rimase sempre nella cerchia delle sue strette amicizie, anche dopo che ella fu ripresa da Carlo di Rohan-Soubise, maresciallo di Francia e grande intenditore di balletto che le offrì, si disse, 2000 scudi al mese.
Non certo nota per azzardare i movimenti più difficili che venivano aggiunti al repertorio del balletto professionistico, fu invece famosa per la perfetta compostezza e fluidità aristocratica dei suoi movimenti, per la sua mimica e soprattutto per il volto sorridente ed espressivo. La ritrattista Élisabeth Vigée Le Brun disse: "la sua danza non era che uno schizzo, faceva solo petits pas, passi semplici, ma con movimenti così graziosi che il pubblico la preferiva ad ogni altra ballerina ". Altri, come Jean-Georges Noverre, la lodarono entusiasticamente, ma Sophie Arnould, che pensava avesse più gestualità graziose che vero talento, quando, nel gennaio 1766, la caduta di un pezzo di scenografia le ruppe un braccio ed ella continuò eroicamente a danzare con il braccio al collo, osservò: "Povera Guimard! se si fosse rotta solo una gamba, ciò non le avrebbe impedito di danzare. "

### Hôtel Pantin
In una carriera fino ad allora ineguagliata e colma di lussi, acquistò una splendida casa vicino a Parigi, a Pantin, e costruito un piccolo teatro privato ad essa collegato, dove vennero rappresentati alcuni balletti licenziosi, di cui era stata vietata la rappresentazione in pubblico, come la Partie de chasse de Henri IV di Colle, i Proverbes di Carmontelle e simili spettacoli licenziosi per la gioia dell'alta società. In verità vi si tenevano tre cene a settimana, secondo Edmond de Goncourt, una per i maggiori grands seigneurs e coloro che erano tenuti in più alta considerazione a Corte, una seconda composta da scrittori e artisti che rivaleggiava con il salotto di Marie Thérèse Rodet Geoffrin ed una terza nella quale erano invitate tutte le più affascinanti e lascive giovani donne, secondo le Mémoires secrets attribuite a Bachaumont.
Allo stesso tempo, secondo Baron Grimm, durante il freddo pungente del gennaio 1768, accertatasi delle sue disponibilità finanziarie e senza l'aiuto della servitù, salì in tutti i solai del suo quartiere a Pantin, offrendo borse di denaro, cappotti e coperte calde. Nel corso della sua carriera, la sua generosità disarmò sempre la penna di tutti i libellisti.

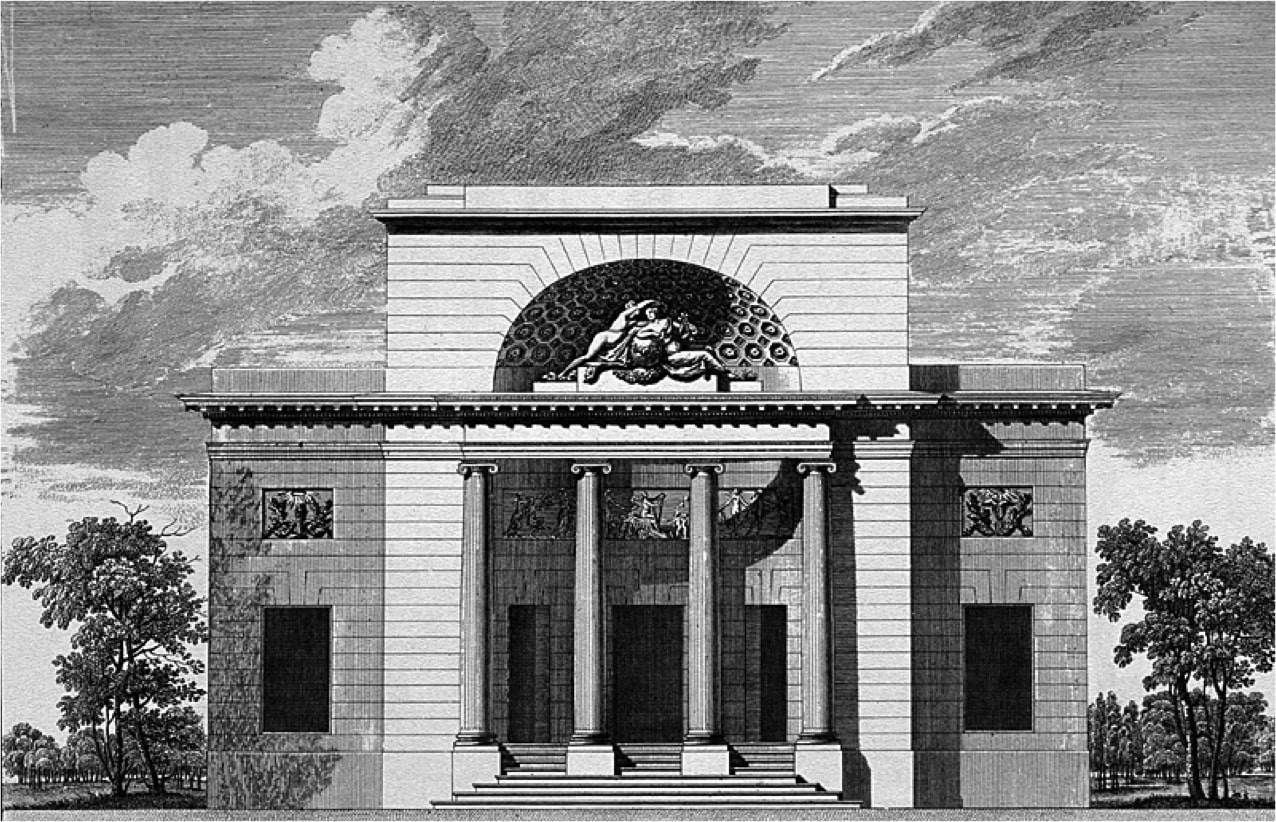
Hôtel Guimard, di Ledoux, ca. 1766

 Fra i suoi ammiratori vi era Louis-Sextius de Jarente de La Bruyère, vescovo di Orléans.

### Hôtel Guimard
Nei primi anni 1770, a dispetto del cattolico arcivescovo di Parigi, ella aprì lo splendido Hôtel Guimard nella Chaussée d'Antin progettato da Claude-Nicolas Ledoux nel più spiccato gusto neoclassico, decorato con dipinti di Fragonard, e con posti a sedere per cinquecento spettatori. In questo tempio dell'arte tersicorea, come ella lo chiamò, ebbero luogo le orge più sfrenate, secondo i suoi detrattori. Nel 1786 ella fu costretta a sbarazzarsi della proprietà, realizzando la somma di 300.000 franchi.

### Il matrimonio
Dopo il ritiro dalla danza, nel 1789, sposò Jean-Étienne Despreaux (1748-1820), danzatore, poeta e commediografo.